# Víctor Caamaño Rivas
Víctor Caamaño Rivas, nacido en Noya el 15 de enero de 1962, es un político español y profesor de ciencias, de ideología nacionalista gallega.

## Biografía
Es profesor de ciencias naturales en el instituto IES Francisco Asorey de Cambados, dónde fue director entre 2004 y 2008. Participa desde 1993 en el Colectivo Ecologista de Salnés, dónde fue miembro de la directiva.
Fue candidato a alcalde por el Bloque Nacionalista Galego en las elecciones municipales de Cambados de 2007, 2011, 2015 y 2019. Desde 2007 es concejal en la corporación municipal y portavoz del BNG, y fue jefe de la oposición al gobierno de Luís Aragunde Aragunde. Además de ser miembro del consejo local del BNG de Cambados, es miembro del consejo comarcal de esta organización.
Entre los años 2015 y 2019 fue concejal de cultura, deportes y patrimonio.
Tras las elecciones de 2019 y el empeoramiento de los resultados de su partido, que tuvieron como efecto su salida del gobierno municipal, retornó a dar clase de biología en el IES Francisco Asorey de Cambados. Lugar donde trabaja actualmente
Abandonó sus cargos y funciones relacionadas con la política en noviembre de 2021.
Es autor y coautor de varias publicaciones de carácter didáctico y de divulgación de la naturaleza gallega.